# Dorfkirche Waltersdorf (Niederer Fläming)

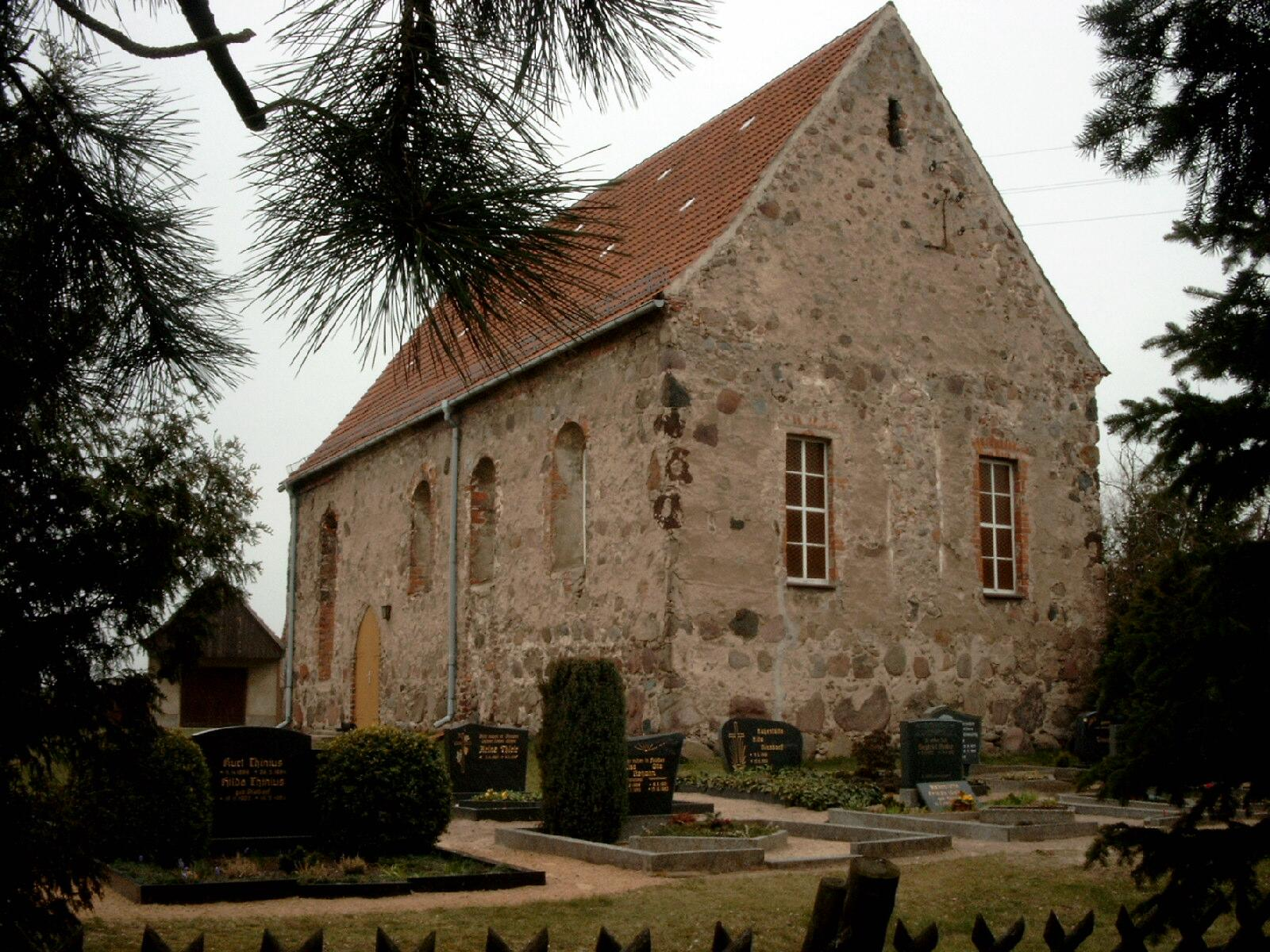
Dorfkirche Waltersdorf

Die evangelische Dorfkirche Waltersdorf ist eine Feldsteinkirche aus dem 15. Jahrhundert in Waltersdorf, einem Ortsteil der Gemeinde Niederer Fläming im Landkreis Teltow-Fläming im Land Brandenburg. Die Kirchengemeinde gehört zum Kirchenkreis Zossen-Fläming der Evangelischen Kirche Berlin-Brandenburg-schlesische Oberlausitz. Das barocke Deckengemälde wurde vom gleichen Künstler geschaffen, der auch in der Dorfkirche Niebendorf tätig wurde. Die beiden Kirchen gelten daher als „Zwillingskirchen“.

## Lage
Die Dorfstraße führt von Nordosten kommend auf den historischen Dorfanger zu. Die Kirche steht nordöstlich des Angers auf einem Grundstück, das mit einer Mauer aus unbehauenen und nicht lagig geschichteten Feldsteinen eingefriedet ist.

## Geschichte
Das Bauwerk wurde im 15. Jahrhundert errichtet und erhielt im 17. Jahrhundert ein hölzernes Tonnengewölbe. 1705 übernahm der deutsche Jurist Johann Heinrich von Berger das Rittergut Niebendorf, zu dem auch Waltersdorf als Vorwerk gehörte. Er finanzierte den überwiegenden Teil der Ausstattung. Im 18. Jahrhundert vergrößerten Handwerker die Fenster „barock“. In den 1960er Jahren ließ die Kirchengemeinde das Bauwerk sanieren. 2011 gründete sich ein Förderverein, der sich seit dieser Zeit für eine erforderliche erneute Sanierung einsetzt. Neben Schäden im Dachbereich ist auch die Dacheindeckung in einem schlechten Zustand. Wasser dringt in das Gebäude ein und gefährdet das Deckengemälde. Ebenso sind im Sockelbereich großflächige Abplatzungen erkennbar. Im Jahr 2013 erschien im Magazin Monumente der Deutschen Stiftung Denkmalschutz ein Artikel über das gefährdete Bauwerk. Die dadurch errungene Aufmerksamkeit förderte den Verlauf der Sanierungsarbeiten. 2015 begannen die Arbeiten, die sich auf Grund schwieriger Förderbedingungen in das Jahr 2016 hinzogen. Die Arbeiten wurden von Archäologen begleitet, die 2016 unter dem Fußboden in der Nähe des Mittelganges insgesamt 34 Münzen aus Kupfer und Silber fanden. Sie konnten auf die Zeit zwischen 1640 und 1688 datiert werden. Experten vermuten, dass die Münzen während eines Krieges im 17. Jahrhundert versteckt wurden.

## Baubeschreibung
Das Bauwerk wurde im Wesentlichen aus Feldsteinen errichtet, die weder behauen, noch lagig geschichtet wurden. Sie sind teilweise verputzt. So entstand eine im Grundriss rechteckige Saalkirche. An der Ostseite sind zwei hochrechteckige Fenster, deren Laibung teilweise mit rötlichen Mauersteinen nachgearbeitet wurde. Im Giebel ist eine kleine und hochrechteckige Öffnung. An der Südseite sind drei segmentbogenförmige Fenster, darunter mittig eine mit Bruchsteinen zugesetzte Priesterpforte. Nach Westen ist eine spitzbogenförmige Pforte, westlich davon ein hohes und segmentbogenförmiges Fenster. An der Pforte sind die spätmittelalterlichen Beschläge noch vorhanden, ebenso die Löcher, mit denen zu einer früheren Zeit der Wehrbalken verankert wurde. Das Kirchenschiff trägt ein schlichtes Satteldach. Im freistehenden Glockenturm hängen zwei Glocken.

## Ausstattung
Die Kirchenausstattung stammt einheitlich aus dem Jahr 1754, wurde in den Jahren 1962 und 1963 restauriert und wird im Dehio-Handbuch als „stimmungsvolle Ausstattung in ländlichen Barockformen“ bezeichnet. Dazu zählt das Altarretabel, das zwischen zwei reich verzierten Säulen in der Predella das Abendmahl Jesu und im Altarblatt die Kreuzigung Christi zeigt. Im Altarauszug ist in einem Medaillon die Auferstehung Jesu Christi abgebildet. Die Abbildung ist Teil der Dreifaltigkeit, deren Symbole an der Decke fortgeführt werden. Der polygonale Kanzelkorb fußt auf einer kurzen, gedrehten Säule. Die Felder sind mit Jesus Christus und den Evangelisten bemalt. Darüber ist ein Schalldeckel mit einer Bügelkrone. Der Aufgang der Kanzel ist mit einem Pastoratsstuhl verbunden. Dieser – und ein gegenüber stehender – Patronatsstuhl ist mit Bandelwerk und Bibelsprüchen bemalt und mit dem Wappen derer von Berger bekrönt.
Zur weiteren Ausstattung gehören zwei Emporen im Westen und Norden, deren Brüstungsfelder mit ländlicher Malerei verziert sind. Die hölzerne Flachtonne ziert ein Deckengemälde, das Joseph Gerlach im Jahr 1754 – viele Jahre nach dem Tod von Bergers im Jahr 1732 – schuf. Es zeigt neben der Anbetung des Lamms im östlichen Bereich den Salvator Mundi, dazu Taube und Engel. Die Decke ist mit Versen aus der Offenbarung des Johannes verziert, so zitieren die Engel den Vers 12 aus dem siebten Kapitel: „Amen, Lob und Ehre und Weisheit und Dank und Preis und Kraft und Stärke sei unserm Gott von Ewigkeit zu Ewigkeit! Amen.“ (Offb 7,12 ).
Eine Besonderheit ist der rund 1,20 m große Taufengel aus der Mitte des 18. Jahrhunderts, der dem Lübbenauer Künstler Tobias Mathias Beyermann zugeschrieben wird. Er hängt an seinem originalen Aufhängungsort an einem mit Holzkugeln verzierten Drahtseil und trug in den ausgebreiteten Armen zu einer früheren Zeit vermutlich einen Lorbeerkranz. Das Dehio-Handbuch lobt weniger die „künstlerische Qualität der plastischen Gestaltung der Engelfigur, als vielmehr die umfassende und vollständig erhaltene Ausgestaltung des historischen Innenraums als ein äußerst seltenes Gesamtkunstwerk“. Im 19. Jahrhundert veränderten Handwerker die Hängevorrichtung, um den Engel zu bewegen. Diese ist im 21. Jahrhundert nicht mehr in Gebrauch. Der Taufengel wurde in den Jahren 1962 und 1963 nach einem Wurmbefall restauriert. Dabei wurden der untere Teil des rechten Flügels sowie Teile der Füße ergänzt.
Auf der Westempore steht eine Orgel, die Wilhelm Rühlmann mit einem spätbarocken Prospekt schuf. Das Instrument wurde 1923 erneuert, ist im 21. Jahrhundert jedoch nicht mehr spielbar.